# Liste alter Synagogen in Nordrhein-Westfalen
Von den rund 350 Synagogen, die sich in den 1930er Jahren auf dem Gebiet des heutigen Bundeslandes Nordrhein-Westfalen befanden, konnten nur wenige der Zerstörung durch die Nationalsozialisten während der Novemberpogrome 1938 entgehen. Bei den erhaltenen Gotteshäuser handelt es sich meist um Gebäude, die von ihren Gemeinden zuvor aufgegeben worden waren, oder deren Vernichtung aufgrund der Nähe der angrenzenden Häuser nicht oder nur unvollständig vollzogen wurde.
Die folgende Liste führt die heute noch vorhandenen alten Synagogen in Nordrhein-Westfalen auf. Ehemalige Gotteshäuser, die durch Umbau zu Wohn- oder Geschäftshäusern bzw. Lagerhallen in einer Weise verändert wurden, welche die ursprüngliche Funktion unkenntlich macht, finden hierbei keine Berücksichtigung.
| Bezeichnung                               | Ort                                   | Anmerkungen | Bild | Koordinaten |
| ----------------------------------------- | ------------------------------------- | --- | ---- | ----------- |
| Ehemalige Synagoge Bad Laasphe            | Bad Laasphe                           | heute im Besitz des Bad Laaspher Freundeskreises für Christlich-Jüdische Zusammenarbeit e. V.                        |      |             |
| Ehemalige Synagoge Blomberg               | Blomberg                              | heute Stadtarchiv |      | ⊙           |
| Ehemalige Synagoge Borgholz               | Borgholz                              | |      |             |
| Synagoge Bork                             | Bork                                  | |      |             |
| Ehemalige Synagoge Coesfeld               | Coesfeld                              | Gedenk- und Veranstaltungsort, Umrahmung für den Thoraschrein und Frauenempore sind erhalten                         |      |             |
| Fachwerksynagoge Detmold                  | Detmold                               | Nutzung als Synagoge bis 1902, heute Michaelskapelle der freikirchlichen Christengemeinde                            |      |             |
| Hofsynagoge Detmold                       | Detmold                               | Synagoge aus dem Jahr 1633, weitere Zukunft des Gebäudes unklar                                                      |      |             |
| Ehemalige Synagoge Drensteinfurt          | Drensteinfurt                         | |      |             |
| Alte Synagoge Essen                       | Essen                                 | |      |             |
| Alte Synagoge Epe                         | Epe                                   | In der Pogromnacht in Brand gesteckt, später Umbau zum Feuerwehrgerätehaus, Nutzung als Gedenkstätte geplant         |      |             |
| Alte Synagoge Hagen-Hohenlimburg          | Hagen-Hohenlimburg                    | 1870 erbaut, 1938 demoliert, danach Fabrikhalle. Nach Restaurierung seit 1986 Mahn- und Gedenkstätte der Stadt Hagen |      | ⊙           |
| Ehemalige Synagoge Hülchrath              | Hülchrath                             | |      |             |
| Ehemalige Synagoge Issum                  | Issum                                 | |      |             |
| Kölner Synagoge                           | Köln                                  | 1938 teilweise zerstört, nach dem Krieg in ihrem alten äußeren Erscheinungsbild wieder aufgebaut                     |      |             |
| Synagoge in der Archäologischen Zone Köln | Köln                                  | |      |             |
| Ehemalige Synagoge Lippstadt              | Lippstadt                             | Teile der Außenwände und ein Nebengebäude erhalten, seit 2022 Kulturraum Synagoge Lippstadt e. V.                    |      |             |
| Ehemalige Synagoge Lommersum              | Lommersum                             | |      |             |
| Ehemalige Synagoge Meschede               | Meschede                              | Nur unteres Stockwerk erhalten; Nutzung als Bürgerzentrum                                                            |      |             |
| Alte Synagoge Neheim                      | Neheim                                | |      |             |
| Ehemalige Synagoge Oerlinghausen          | Oerlinghausen                         | |      | ⊙           |
| Ehemalige Synagoge Padberg                | Padberg (heute: OT von Marsberg)      | |      |             |
| Alte Synagoge Petershagen                 | Petershagen                           | |      | ⊙           |
| Ehemalige Synagoge Schötmar               | Schötmar (Ortsteil von Bad Salzuflen) | Inbrandsetzung in der Pogromnacht, später Umbau zum Wohnhaus, historische Zierleiste an der Außenfassade erhalten    |      |             |
| Ehemalige Synagoge Stommeln               | Stommeln (Ortsteil von Pulheim)       | |      |             |
| Ehemalige Synagoge Titz-Rödingen          | Titz-Rödingen                         | |      |             |
| Alte Synagoge Telgte                      | Telgte                                | Nutzung als Synagoge bis 1875, 2023 renoviert, Erstellung eines Nutzungskonzepts in Arbeit                           |      |             |